# Helvetolide
Helvetolide è il nome commerciale di un muschio sintetico aliciclico, caratterizzato da un distinto odore muschiato, talcato, fruttato, di ambretta e pera. Helvetolide è stato il primo muschio aliciclico ad essere sintetizzato, e ha avuto un notevole successo commerciale, essendo ampiamente utilizzato come fragranza in prodotti da bagno, cosmetici e profumi. In profumeria è uno dei componenti di molti profumi famosi; alcuni esempi sono Ultraviolet (Paco Rabanne, 1999), Flower (Kenzo, 2000), Miracle (Lancôme, 2000), Emporio Armani White for Her (Armani, 2001).

## Sintesi
L'Helvetolide è stato sintetizzato per la prima volta nel 1990 nei laboratori della Firmenich. La molecola in soluzione tende ad assumere una conformazione che si avvicina a quella di un macrociclo.
La sintesi dell'Helvetolide è schematizzata nella figura seguente. Il 1-(3,3-dimetilcicloesil)etanolo è trattato con 1,1-dimetilossirano e catalisi acida; l'intermedio formato viene in seguito esterificato formando il corrispondente propionato (Helvetolide).

Schema della sintesi dell'Helvetolide

## Tossicità / Indicazioni di sicurezza
Helvetolide nel 2016 è stato incluso nel Community Rolling Action Plan (CoRAP) ai sensi del regolamento (CE) n. 1907/2006 (REACH) per rivalutarne gli effetti sulla salute umana e sull'ambiente. La rivalutazione è stata effettuata dalla Germania, e nel 2017 si è concluso che la sostanza non presenta problemi di persistenza, bioaccumulo e tossicità.